# 開成中学校・高等学校の人物一覧
開成中学校・高等学校の人物一覧（かいせいちゅうがっこう・こうとうがっこうのじんぶついちらん）は、開成中学校・高等学校に関係する主な人物の一覧記事。

## 出身者
（尋常中学共立学校・東京府開成尋常中学校・東京府開成中学校・私立東京開成中学校・東京開成中学校・開成高等学校の主な出身者）
括弧内は卒業年。

### 政治
- 小川郷太郎 (1895) - 元鉄道相、元商工相 / 岡山中学から編入
- 小原直 (1895) - 元法相、元内相、元厚生相、元貴族院議員、元国家公安委員会委員長 / 長岡中学から編入
- 湯沢三千男 (1905) - 元内務相、元内務次官、元宮城県・広島県・兵庫県知事
- 5代 桜井伊兵衛 (1905) - 貴族院多額納税者議員、地主、実業家
- 井野碩哉 (1908) - 元農林相、元法相、元拓務相
- 小沢佐重喜 (1916) - 元運輸相、元郵政相、元建設相、元衆議院議員 / 小沢一郎の父、下野中学から編入
- 町村金五 (1918) - 元自治相、元警視総監、元北海道知事 / 町村信孝の父
- 岡田宗司 - 元参議院議員、日本社会党中央執行委員会参議院議員会長
- 橋本龍伍（中退）- 元文相、元厚生相、橋本龍太郎の父 / 病気療養で逗子開成へ
- 八田一朗（中退）- 元参議院議員、日本レスリング界の父 / 旧制海城中学（現海城中学・高校）に編入学
- 山本忠（中退） - 農林官僚 / 水産講習所養殖学科に編入学
- 麻生良方 (1942) - 元衆議院議員、日本社会党副書記長
- 保坂三蔵 (1958) - 元参議院議員
- 藤澤志光 (1963) - 元荒川区区長
- 水野誠一 (1965) - 元比例区選出参院議員、新党さきがけ政調会長
- 下条みつ (1974) - 現衆議院議員
- 岸田文雄 (1976) - 現衆議院議員、前内閣総理大臣
- 池田東一郎(1980) -大磯町長
- 平井伸治 (1980) - 鳥取県知事
- 山崎泰 (1980) - 元東京都議会議員
- 古川俊治 (1981) - 現参議院議員、医師、弁護士、慶應義塾大学教授
- 大熊利昭 (1982) - 元衆議院議員、投資顧問会社役員
- 城内実 (1984) - 現衆議院議員
- 長崎幸太郎 (1987) - 山梨県知事、元衆議院議員
- 井上信治 (1988) - 現衆議院議員
- 上野宏史 (1989) - 元衆議院議員、元参議院議員
- 島田佳和 (1989) - 前衆議院議員
- 中原恵人 (1989) - 吉川市市長
- 倉田哲郎 (1993) - 元箕面市市長
- 小林鷹之 (1993) - 現衆議院議員
- 鈴木馨祐 (1995) - 現衆議院議員、財務副大臣
- 鈴木憲和 (2000) - 現衆議院議員
- 三角創太 (2006) - 現衆議院議員、公認会計士、税理士

### 行政・官僚
- 種田虎雄 (1902) - 近畿日本鉄道初代社長、元鉄道官僚
- 平岡梓 (1912) - 元農商務官僚、作家三島由紀夫の父
- 稲田周一 - 元内務官僚、元滋賀県知事、元宮内省侍従長
- 松平康東 (1920) - 元国連大使
- 舟山正吉 - 元大蔵事務次官・中小企業金融公庫総裁
- 朝海浩一郎 (1923) - 元駐米大使、元外務審議官、元連絡調整中央事務局長官
- 石田正 - 元大蔵事務次官、日本輸出入銀行総裁
- 新欣樹 (1961) - 元中小企業庁長官、日本原子力発電副社長
- 落合俊雄 - 元科学技術庁研究開発局長
- 鴇田勝彦 (1964) - 元中小企業庁長官
- 古屋昭彦 (1965) - 元外交官
- 只腰憲久（1968）- 元東京都都市整備局長、東京都公園協会理事長
- 五十嵐貞一（1970） - 元大蔵省大臣官房審議官
- 松山隆英 (1971) - 元公正取引委員会事務総長、同志社大学教授
- 伊藤盛夫 - 元防衛省経理装備局長
- 大野裕夫 - 国土交通省大臣官房運輸安全政策審議官、元新潟県副知事
- 北村滋 (1975) - 国家安全保障局長、内閣情報官、警察官僚
- 香川俊介 (1975) - 元財務事務次官
- 羽深成樹 - 内閣府審議官、主計局次長（次席）、鳩山由紀夫内閣総理秘書官（事務担当）、防衛省官房審議官、財務官僚
- 佐々木清隆 (1979) - 初代金融庁総合政策局長
- 持永哲志 (1979) - 政治運動家、元経済産業省産業技術環境局技術振興課長
- 梨田和也 (1979) - 外交官、駐タイ特命全権大使
- 會田雅人 - 総務省統計局長
- 樽見英樹 - 厚生労働省大臣官房長・保険局長・医薬・生活衛生局長・内閣官房新型コロナウイルス感染症対策推進室長・厚生労働事務次官
- 嶋田隆 - 経済産業事務次官
- 岡村健司 - 財務省国際局長
- 藤井健志 (1981) - 国税庁長官
- 和田浩一 - 国土交通省航空局長
- 保坂伸 - 第31代資源エネルギー庁長官、資源エネルギー庁次長、経済産業省貿易経済協力局長
- 秡川直也 - 国土交通省自動車局長
- 小野啓一 - 外務省経済局長
- 原英史 - 元通産官僚、経産官僚、大臣補佐官
- 土谷晃浩  - 財務省国際局長
- 寺岡光博[1] - 財務省大臣官房総括審議官、関税局長
- 松永明 - 第50代特許庁長官
- 平井裕秀 - 第16代経済産業審議官
- 村山誠[2] - 厚生労働省雇用環境・均等局長、大臣官房長、職業安定局長
- 湯本博信 - 総務省総合通信基盤局長[3]
- 宮崎敦文 - 厚生労働省大臣官房長
- 一松旬 (1991) - 内閣総理大臣秘書官、元奈良県副知事、財務省主計局主計官
- 大沢元一 (1991) - 元内閣総理大臣秘書官、財務省主計局総務課長

### 金融
- 千金良宗三郎 (1909) - 元三菱銀行頭取
- 岩佐凱実 (1923) - 元富士銀行頭取
- 伊部恭之助 (1927) - 元住友銀行頭取
- 松井正俊 (1956) - 元松井証券社長
- 利根忠博 (1964) - 埼玉りそな銀行頭取
- 藤沼彰久 (1968) - 野村総合研究所会長
- 西川郁生 (1970) - 新日本監査法人元代表社員、企業会計基準委員会委員長
- 舩曵真一郎 (1979) - 三井住友海上火災保険社長、日本損害保険協会副会長
- 加藤達也 (1981) - あらた監査法人代表社員 日本公認会計士協会常務理事
- 松本大 (1982) - マネックス証券社長・共同創業者
- 佐野悠樹（2001）-野村ホールディングス株式会社 米国公認会計士

### 商社・実業家
- 向井忠晴 (1900) - 元三井物産社長、元蔵相
- 大屋敦 (1902) - 元住友本社理事 / 作家三島由紀夫の祖母平岡なつの弟
- 秋元良尚 - ウィーン万国博覧会受賞みりん醸造元・秋元家10代目秋元三左衛門、日本赤十字社篤志社員
- 渡辺俊平 - ホトフィニ創業者、1940年東京オリンピック（開催権返上により中止）における組織委員会科学施設研究会委員・写真分科室主査
- 中川恭四郎 (1925) - 大協石油取締役 / 平沼赳夫の父
- 川崎勉 (1926) - 日本鉄鋼連盟欧州事務所長
- 鈴木正雄 - 角海老グループ創業者（旧制開成中学から旧制山形中学校に編入、のち開成に復学）
- 服部正 (1944) - 構造計画研究所創業者、建築構造エンジニア
- 加賀見俊夫 (1954) - 元オリエンタルランド社長
- 山内悦嗣 (1956) - 元アーサー・アンダーセン日本代表、元ソニー監査委員会議長
- 畑中誠 (1964) - 東京建物社長・会長、不動産協会副理事長
- 石塚邦雄 (1968) - 三越社長
- 天野裕正 (1970) - 鹿島建設社長
- 宮川尚久 (1970) - 古河機械金属社長、元日本鉱業協会会長
- 丸山康幸 (1971) - フェニックスリゾート社長
- 佐々木卓夫 (1975) - トヨタファイナンシャルサービス社長
- 佐藤慶太 (1976) - タカラ社長
- 関根正裕 (1976) - 商工組合中央金庫社長、元プリンスホテル常務
- 齋藤茂樹 (1980) - エス・アイ・ピー社長
- 田中実 (1981) - カカクコム副会長、元社長
- 平岡威一郎 - 元実業家、開成中学卒業後に渡米、作家三島由紀夫の長男
- 小谷野薫 (1981) - サンフレッチェ広島社長、エディオン役員
- 神田昌典 - 経営コンサルタント
- 吉野英樹 (1993) - GABA創業者・会長
- 木村光範 (1993) - トランス・ニュー・テクノロジー社長
- 岩瀬大輔 (1994) - ネットライフ企画→ライフネット生命保険創業者・社長
- 藤沢烈 (1994) - RCF代表理事、経営コンサルタント、元復興庁政策調査官
- 堤天心 (1996) - USEN-NEXT HOLDINGS取締役、U-NEXT代表取締役社長
- 永田寛哲 (1997) - 元ピクシブ社長
- 青木俊介 (1997) - ユカイ工学代表
- 加藤智久 (1999) - レアジョブ創業者・元社長
- 佐々木大輔 (1999) - freee創業者・社長
- 瀧口浩平（中退） - メドレー創業者・社長
- 豊田剛一郎 (2003) - メドレー取締役
- 中村真広 (2003) - ツクルバ共同創業者、KOU代表取締役
- 石井大地 (2005) - グラファー創業者・代表取締役CEO、筆名・今村友紀
- 安野貴博 (2009) - AIエンジニア、株式会社BEDORE創業者、株式会社MNTSQ共同創業者、SF作家、参議院議員
- 深澤雄太 (2013) - AppBrew代表取締役

### 法曹
- 木藤繁夫 (1959) - 元東京高検検事長、元公安調査庁長官
- 但木敬一 (1962) - 検事総長
- 久保利英明 (1963) - 弁護士、第二東京弁護士会会長
- 大橋正春[4] (1965) - 最高裁判所裁判官
- 増田晋 (1974) - 弁護士、慶應義塾大学法科大学院教授、前大宮法科大学院大学教授
- 永沢徹 (1977) - 弁護士
- 岩倉正和 (1981) - 弁護士
- 田井中克之（2000）- 弁護士

### 学者
- 矢部長克 (1893) - 地質学者、古生物学者、文化勲章、日本学士院会員
- 谷津直秀 (1894) - 動物学者、帝国学士院会員
- 吹田順助 (1901) - 独文学者
- 内田祥三 (1901) - 建築学者、東京帝国大学総長、文化勲章、日本学士院会員、関東大震災後の東京市再建 / 内田祥文の父
- 村岡典嗣 (1901) - 日本思想史学者
- 内藤濯 (1903) - 仏文学者、翻訳家（『星の王子さま』他）
- 大類伸 - 西洋史学者、東北帝国大学教授
- 大橋良一 - 地球科学者、秋田大学教授
- 末弘厳太郎 (1905) - 法社会学者、労働法学者、日本水泳連盟初代会長、大日本体育協会理事長
- 辻村太郎 (1907) - 地理学者、地形学者、日本地理学会共同創設者、東京高等師範学校教授
- 藤沢親雄 (1911) - 政治学者、農商工官僚、右翼思想家、九州帝国大学教授
- きだみのる (1913) - 社会学者、小説家、翻訳家（ファーブル『昆虫記』共訳他）
- 平野義太郎 (1914) - 法学者
- 奥野信太郎 (1917) - 中国文学者、歌人（与謝野晶子門下生）
- 戸坂潤 (1918) - 哲学者、唯物論研究会共同創設者、大戦末期に獄中死
- 田中美知太郎 (1920) - 哲学者（『プラトン全集』共同監修他）、京都大学名誉教授、文化勲章
- 和達清夫 (1920) - 地震学者（マグニチュード先駆者、和達-ベニオフ帯発見者）、気象庁初代長官、文化勲章、日本学士院会員
- 渡辺光 (1922) - 地理学者
- 高村象平 (1923) - 経済学者、第11代慶應義塾塾長
- 守屋美賀雄 (1923) - 数学者、上智大学学長
- 波多野完治 (1923) - 心理学者、お茶の水女子大学学長
- 佐藤朔 (1924) - 仏文学者、第13代慶應義塾塾長
- 野上素一 (1927) - イタリア文学者（ボッカチオ『デカメロン』完訳他）
- 山口平四郎 - 地理学者、立命館大学名誉教授 / 二・二六事件で処分を受けた山口一太郎の弟
- 内田祥文 - 建築学者、工学者 / 内田祥三の子
- 林知己夫 (1936) - 統計学者、統計数理研究所長、連合国軍占領下日本語ローマ字計画のサンプリング
- 浅田敏 (1937) - 地震学者、東京大学名誉教授
- 大野晋 (1937) - 国語学者（大野の語彙法則発表、『日本語練習帳』著者）、学習院大学名誉教授
- 伴義雄 (1939) - 薬学者（アルカロイド合成）、北海道大学総長
- 猿谷要 (1941) - アメリカ史学者、東京女子大学名誉教授
- 佐分純一 - 仏文学者（ジュリアン・グリーン研究）、慶應義塾大学名誉教授
- 梅沢博臣 (1942) - 物理学者（場の量子論の権威）
- 小室金之助 (1945) - 法学者、創価大学学長
- 奈良康明 (1947) - 仏教学者、曹洞宗僧侶、駒澤大学学長・総長・名誉教授、全日本大学野球連盟会長
- 春田宣 (1948) - 国文学者、元國學院大學学長
- 山下武 - 教育学者、早稲田大学名誉教授
- 井口樹生 (1953) - 国文学者、慶應義塾大学名誉教授
- 鶴田満彦 (1954) - 経済学者、中央大学名誉教授
- 和光信也 (1956) - 物理学者（バンド計算のパイオニア）、筑波大学名誉教授
- 三井秀樹 (1961) - 美学者、筑波大学名誉教授、玉川大学教授（グラフィックデザイン）・名誉教授、「形の文化会」会長
- 松村雄二 - 国文学者、国文学研究資料館名誉教授
- 上村勝彦 (1962) - 古代インド文学研究者、東京大学東洋文化研究所教授
- 舟田正之 (1965) - 法学者、立教大学名誉教授、電気通信普及財団理事
- 山本正幸 - 生物学者、東京大学名誉教授
- 濱口宏夫 - 化学者、東京大学名誉教授
- 岡田典弘 - 分子進化学者、分子生物学者（レトロポゾン法考案）、東京工業大学大学院教授
- 橋爪大三郎 (1967) - 社会学者（巨匠小室直樹門下生）、東京工業大学名誉教授、大学院大学至善館教授
- 湯本長伯 (1967) - 工学者、建築都市インテリア／経済／知的財産（権）、日本大学教授
- 小出裕章 (1968) - 工学者、元京大原子炉実験所助教、元京都大学大学院工学研究科都市環境工学専攻助教、反原発への転向者
- 池田真朗 (1968) - 法学者、慶應義塾大学名誉教授、武蔵野大学副学長、紫綬褒章
- 永井良三 (1968) - 医学者、自治医科大学学長、東京大学名誉教授、宮内庁皇室医務主管
- 松永是 (1968) - 工学者、東京農工大学元学長、海洋研究開発機構元理事長
- 加藤雅治（1969） - 金属工学者、東京工業大学名誉教授、元日本金属学会会長、元日本鉄鋼協会会長
- 森田朗 (1970) - 行政学者、東京大学名誉教授、東京大学公共政策大学院初代院長
- 中田穣治 (1970) - 物理学者、神奈川大学教授
- 岩原紳作 (1971) - 法学者、早稲田大学大学院法務研究科教授
- 酒井信介 (1971) - 機械工学者、東京大学名誉教授
- 阿久戸光晴 (1972) - 神学者、牧師、福岡女学院大学学長、聖学院学長・院長兼理事長・名誉院長
- 西出和彦 (1972) - 建築学者、東京大学大学院工学系研究科教授
- 鵜飼哲 (1973) - フランス文学・思想研究者、一橋大学名誉教授
- 馬場哲 (1974) - 経済史学者、東京大学名誉教授
- 宍戸善一 (1976) - 法学者、一橋大学名誉教授
- 新宅純二郎 (1977) - 経済学者、東京大学大学院経済学研究科教授
- 大木康 (1977) - 中国文学者、東京大学東洋文化研究所教授
- 菅野重樹 (1977) - ロボット研究者、早稲田大学教授
- 川崎修 (1977) - 政治学者（ハンナ・アーレント研究）、立教大学教授
- 長谷正人 (1978) - 文化社会学者、早稲田大学文学学術院教授
- 廣野喜幸 (1978) - 科学史学者、東京大学大学院総合文化研究科教授
- 小泉直樹 (1980) - 法学者、慶應義塾大学大学院教授
- 豊田秀樹 (1980) - 心理学者、早稲田大学文学学術院教授
- 粕谷誠 - 経営史学者、東京大学教授
- 加藤徹 (1981) - 中国文学研究者、明治大学法学部教授
- 斎藤希史 (1981) - 漢文学者、東京大学大学院総合文化研究科教授
- 松井彰彦 (1981) - 経済学者（ゲーム理論）、東京大学大学院経済学研究科教授
- 池澤一郎 (1982) - 国文学者、早稲田大学教授
- 納富信留 (1983) - 哲学者、慶應義塾大学文学部教授、東京大学大学院教授
- 小紫公也 (1983) - 工学者、東京大学大学院新領域創成科学研究科教授
- 大和雅之 (1983) - 生命科学者、東京女子医科大学医学部教授
- 森戸英幸 (1984) - 法学者、慶應義塾大学法科大学院教授
- 澤田康幸 (1986) - 経済学者、東京大学大学院経済学研究科教授
- 勅使川原和彦 (1986) - 法学者、早稲田大学法学学術院教授
- 廣瀬敬 (1986) - 高圧地球科学者、東京工業大学地球生命研究所所長・教授、東京大学教授
- 古尾谷知浩 (1986) - 日本史学者、名古屋大学大学院文学研究科教授
- 福元健太郎 (1991) - 政治学者、学習院大学法学部政治学科教授
- 池田公博 (1994) - 法学者、京都大学大学院法学研究科教授
- 菅原琢 (1995) - 政治学者、東京大学先端科学技術研究センター客員研究員
- 長尾健太郎 (2001) - 数学者 / 2013年の没後算数オリンピック「長尾賞」発足
- 加藤英明 (2005) - 生物化学者、東京大学大学院総合文化研究科准教授

### 医学
- 小泉親彦 (1901) - 陸軍軍医中将、厚生大臣（第8・9代）
- 橋健行 (1901) - 精神科医
- 武見太郎（中退） - 世界医師会会長（第29代）、日本医師会会長（第11代）
- 東條有伸 (1974) - 内科医、東京大学名誉教授、東京大学医科学研究所附属病院長（第21代）
- 山田亮 (1975) - 医学者、久留米大学教授、ブライトパス・バイオ設立者
- 山本修一 (1976)[5] - 眼科医、医学者、地域医療機能推進機構理事長（第2代）
- 岡本卓 - 医学者、内科医
- 武藤真祐 (1990) - 三井記念病院循環器内科医、宮内庁侍従職侍医
- 宮島賢也 (1992) - 精神科医

### 文学
- 辻潤（中退） - 作家 / 国民英学会へ
- 柳田國男（中退） - 民俗学者 / 1891年入学も、翌年郁文館へ
- 福士幸次郎（中退） - 詩人 / 青森三中中退後に開成中編入もただちに退学、国民英学会へ
- 斎藤茂吉 (1901) - 歌人、精神科医、文化勲章 / 開成に編入、卒後正則英語学校へ
- 松宮寒骨 - 俳人
- 前田普羅 - 俳人、高浜虚子門下生（高浜虚子門四天王） / 開成中学で国文学の世界に浸る
- 高浜年尾 - 俳人、『ホトトギス』代表 / 高浜虚子の子
- 藤田圭雄 - 児童文学作家、日本児童文学者協会名誉会長
- 金素雲（中退）- 朝鮮詩人
- 瀬田貞二 (1934) - 児童文学作家、翻訳家（J・R・R・トールキン『指輪物語』他）
- 中村真一郎 (1935) - 作家
- 福永武彦 (1935) - 作家
- 虫明亜呂無 (1941) - 作家、評論家
- 野上龍雄 (1945) - 脚本家
- 吉村昭 (1945) - 作家
- 逢坂剛 (1962) - 直木賞作家
- 松浦寿輝 (1972) - 芥川賞作家、東京大学名誉教授
- 南條竹則 (1977) - 作家、英文学者
- 榊邦彦（神田邦彦） (1981) - 作家、開成高等学校教諭
- 山口優夢 (2004) - 俳人
- 結城真一郎 (2010) - 小説家

### 芸術・芸能
- 乙骨三郎 - 作詞家
- 片岡敏郎 - コピーライター
- 藤村操（中退） - 自殺者 / 札幌中学から編入後、三年次終了後に一年飛び級で京北中学に編入
- 島村民蔵 - 劇作家、演劇研究家
- 沢田正二郎 (1908) - 俳優、新国劇創始者
- 小穴隆一（中退）- 洋画家、随筆家、俳人
- 吉田五十八 (1913) - 建築家、東京芸術大学名誉教授、文化勲章
- 小寺融吉 - 舞踊研究家、民俗学者 / 中村伸郎（小寺伸郎）の兄
- 村山知義 (1918) - 劇作家、演出家
- 葉山純之輔 (1920) - 俳優
- 高橋通夫 - 撮影監督
- 佐野碩 (1922) - 演出家、社会主義活動家（インターナショナル訳詞者）
- 滝沢修 (1924) - 俳優、劇団民藝代表
- 池内友次郎 (1924) - 作曲家、東京芸術大学名誉教授、レジオンドヌール勲章
- 蘆原英了 (1925) - 音楽・舞踊評論家、芸術文化勲章 / 藤田嗣治の甥
- 中村伸郎 (1927) - 俳優 / 小寺融吉の弟
- 古川太郎 (1929) - 箏曲演奏家、作曲家
- 土方重巳 - 画家（佐藤製薬マスコット『サトちゃん』デザイン、ラジオ『ヤン坊ニン坊トン坊』挿絵） / 土方正巳の弟
- 沼崎勲 - 俳優
- 本郷秀雄（中退） - 俳優、1934年開成卒業直前に松竹蒲田撮影所入社
- 寺島尚彦 (1949) - 作曲家
- 矢田稔 - 俳優
- 岡村喬生 (1950) - オペラ歌手
- 岸野猛 (1954) - お笑い芸人「ナンセンストリオ」、漫才協会専務理事
- 蜷川幸雄 (1955) - 演出家、映画監督
- 猪俣公章 (1957) - 作曲家
- 永沢まこと (1959) - イラストレーター、画家、読売新聞「よむヒト図鑑」連載
- 池田菊衛 - バイオリニスト
- 堀越英嗣 (1972) - 建築家、芝浦工業大学教授
- 醍醐貢介 - 俳優（文学座）
- 田代修二 - 編曲家、キーボーディスト
- 梅田俊明 (1980) - 指揮者
- 小林洋平 - 放送作家
- 山下章 (1983) - ゲームライター、スタジオベントスタッフ代表取締役
- 岸井大輔 (1988) - 劇作家
- 松原弘典 (1989) - 建築家、慶応義塾大学SFC准教授
- 奥秀太郎 (1994) - 映画監督、演出家、映像作家
- 平山理志 (1995) - アニメーションプロデューサー、サンライズ執行役員
- 根本卓也 (2000) - 指揮・チェンバロ・作曲
- 長澤孝志 (2001) - ギタリスト
- 平本正宏 (2002) - 作曲家、演奏家
- 池上翔馬 (2003) - 元俳優、タレント
- 落合陽一 (2006) - メディアアーティスト、筑波大学図書館情報メディア系 准教授
- 伊沢拓司 (2013) - クイズプレーヤー、YouTuber、QuizKnock編集長
- 角野隼斗 (2014) - ピアニスト
- 水上颯 (2014) - 元クイズプレイヤー

### マスコミ
- 高野岩三郎 - 社会統計学者、NHK5代目会長
- 丸毛登（中退） - 通信工学者、NHK放送技術研究所所長代理兼第2部長
- 土方正巳 - ジャーナリスト、東京新聞社主幹、東京社総合ジャーナリズム研究所専務理事 / 土方重巳の兄
- 渡邊恒雄 (1943) - 元読売新聞グループ本社社長、読売新聞代表取締役社長・会長・主筆、元読売巨人軍オーナー / 5年制の旧制開成中学校を4年で修了（飛び級）
- 近江正俊 - 元NHKアナウンサー
- 荻昌弘 (1943) - 映画評論家
- 鴨下信一 (1953) - プロデューサー、演出家、TBSテレビ相談役
- 桝井論平 (1958) - 元TBSアナウンサー
- 松永邦久 (1963) - 元TBSアナウンサー
- 伊藤悟 (1971) - 評論家、マルチアクティヴィスト
- 倉澤治雄 (1971) - 科学ジャーナリスト。 元日本テレビ解説委員
- 菅沼栄一郎 (1974) - 元朝日新聞社編集委員
- 福井茂 (1977) - NHKアナウンサー
- 高橋紀成 (1984) - 風土エグゼクティブ・プロデューサー
- 米沢泉美 (1984) - フリーライター、労働組合活動家、トランスジェンダー活動家
- 吉田伸男 (1985) - 元フジテレビアナウンサー
- 森川浩平 (1987) - 元NHKアナウンサー
- 芳賀健太郎 (1999) - NHKアナウンサー
- 川畑一志 (2008) - 日本テレビアナウンサー

### 軍人
- 山口多聞 (1909) - 海軍中将 / ミッドウェー海戦参照
- 渡左近 - 陸軍中将 / 渡久雄の弟

### 思想
- 辻潤（中退） - アナキスト、ダダイスト、無政府主義者 / 校友創刊の『平民新聞』購読、伊藤野枝の2番目の夫[注釈 1]
- 太田慶太郎 (1923) - 社会運動家、日本プロレタリア芸術連盟中央委員、『アカハタ』経営局長
- 増山太助 (1931) - 反ファシスト、滝川事件に呼応した『学生評論』創刊、読売新聞社記者、戦後日本共産党員
- 片岡利明 (1967) - テロリスト、東アジア反日武装戦線「狼」メンバー、死刑囚

### 信仰
- 大川真輝 - 宗教家、幸福の科学理事
- 近角常観 - 宗教家、真宗大谷派僧侶 / 京都府中学を経て開成中学上級編入
- 宮村武夫 (1957) - 日本福音キリスト教会連合牧師

### その他
- 松浦隆一 (1970) - 日本将棋連盟棋士・七段（現在は引退）
- 矢作芳人 (1979) - 日本中央競馬会（JRA）栗東トレーニングセンター所属の調教師

## 共立学校で学んだ者
（1891年の中学校令による尋常中学共立学校設立以前の主な出身者。）
※教育令（明治12年太政官布告第40号）以前の在籍者、出身中学卒業・中退後の浪人期間を通じた在籍者、さらに複数の進学予備校に通っていた場合の在籍者。
- 白仁武 (1883[6]) - 内務官僚、実業家 / 柳河中学を経て入学
- 長原孝太郎 - 洋画家 / 黒田清輝（校友）に師事、校友創刊の『二六新報』に漫画寄稿、校友島崎藤村と交流
- 大石熊吉 - 大隈重信首相秘書官、憲政本党衆議院議員
- 高千穂宣麿 - 貴族院議員 / 東山天皇の子孫
- 岡野敬次郎 - 元法相、元文相、元農商務相、元東京大学教授、元中央大学学長、商法起草委員
- 長岡半太郎 - 物理学者、東京帝国大学教授、大阪帝国大学初代総長、日本学士院院長、文化勲章 / 大村五教館を経て入学
- 李家隆介 - 内務官僚、県知事
- 松方幸次郎 (1881[6]) - 元川崎造船所社長、美術品収集家（松方コレクション） / 松方正義の三男
- 橋本左五郎 (1883[6]) - 畜産学者、教育者
- 石塚英蔵 (1883[6]) - 元枢密顧問官、第13代台湾総督、元貴族院議員
- 床次竹二郎 (1883[6]) - 元内相、元鉄道相、元逓信相 / 同人社を経て入学
- 柳原極堂 - 俳人、『ホトトギス』創刊者
- 谷口留五郎 (1883[6]) - 内務官僚
- 芳賀矢一 (1883[6]) - 国文学者、國學院大學学長
- 服部宇之吉 (1883[6]) - 中国哲学者（日本人唯一の清代「文科進士」）、東京帝国大学教授、ハーバード大教授、京城帝国大学総長、國學院大學学長
- 秋山定輔 (1883[6]) - 『二六新報』社長、労働者大懇親会主催者、衆議院議員
- 大森房吉 (1883[6]) - 地震学者（大森公式、大森式地震計の考案、「日本地震学の父」）
- 鈴木天眼 (1883[6]) - 国粋系ジャーナリスト
- 北島多一 (1883[6]) - 医師、細菌学者、北里研究所所長、北里大学「北島賞」由来の人物、日本医師会会長
- 有坂鉊蔵 (1883[6]) - 海軍軍人、東京大学教授
- 寺石正路 - 郷土史家
- 木下謙次郎 (1884[6]) - 元貴族院議員、元衆議院議員、美食家（著書『美味求真』）
- 早川千吉郎 - 元大蔵官僚、満鉄第7代総裁、三井銀行常務取締役、三井合名会社副理事長 / 湯浅蓄電池製造（ジーエス・ユアサの前身）を創業した湯浅七左衛門の兄
- 宮井安吉 - 英語学者、教育者、日本初『宝島』翻訳者、早稲田大学高等師範部教授
- 小野塚喜平次 - 東京帝国大学総長 / 長岡中学を経て入学
- 俵孫一 - 元商工相、元北海道庁長官 / 俵孝太郎の祖父、浜田中学を経て入学
- 渡辺千冬 - 元法相、元枢密顧問官 / 渡辺武の父
- 陸奥廣吉 - 伯爵、外交官、元鎌倉女学院校主 / 陸奥宗光の長男
- 石井健吾 - 元第一銀行頭取
- 才賀藤吉 - 元出雲電気社長（「電気王」）、元衆議院議員
- 内田銀蔵 - 日本近世史学者、京都帝国大学文科大学史学科の開設参画
- 岡村金太郎 - 海藻学者、水産講習所（東京水産大学）所長
- 幸田成友 - 経済史学者、『大阪市史』編纂責任者、東京商科大学（一橋大学）教授、慶應義塾大学教授 / 幸田露伴の弟、東京府第一中学を経て入学
- 南方熊楠 - 民俗学者 / 和歌山中学を経て入学
- 岡倉由三郎 - 英語学者（『新英和大辞典』初版編纂）、東京高等師範学校教授、立教大学教授 / 岡倉天心の弟
- 狩野直喜 - 中国文学者、京都大学名誉教授、京都学派創始メンバー、文化勲章 / 済々黌を経て入学
- 桑原節次 - 郷土史学者、初代「宮崎県民歌」作詞者 / 谷道夫（デューク・エイセスリーダー）の祖父
- 俵国一 - 金属学者、東京大学名誉教授、文化勲章 / 俵孝太郎の祖父俵孫一の弟
- 立作太郎 - 国際法学者（ワシントン会議、パリ講和会議等出席）、東京帝国大学名誉教授、東宮職御用掛
- 鵜沢総明 - 法学者、弁護士、国会議員、明治大学雄弁会初代会長、明治中学校初代校長、元明治大学総長、大東文化学院総長、国際基督教大学評議員会議長、極東国際軍事裁判弁護団長
- 桑木厳翼 - 哲学者、京都帝国大学教授、東京帝国大学名誉教授
- 稲田竜吉 - 医学者、細菌学者、京都帝国大学福岡医科大学（九州大学医学部）教授、東京帝国大学教授、日本医師会会長、文化勲章 / 愛知尋常中学を経て入学
- 正岡子規 - 歌人 / 松山中学から秋山真之と共に入学、南方熊楠とは東大予備門（一高）の同窓
- 堺利彦 - 作家、思想家、社会運動家、日本初『共産党宣言』翻訳者（幸徳秋水共訳）、日本社会党結成中心者、日本共産党結成参加者、日本共産党総務主席幹事 / 豊津中学を経て入学、のち第一高等中学校に学ぶが中退
- 馬場孤蝶 - 英文学者、詩人、評論家、翻訳家（トルストイ『戦争と平和』日本初翻訳）、慶應義塾大学教授 / 三菱商業学校を経て入学
- 平田禿木 - 英文学者、翻訳家、随筆家 / 島崎藤村や馬場孤蝶らと共に『文学界』同人
- 秋山真之 - 海軍中将 / 松山中学から正岡子規と共に入学
- 山座円次郎 (1884[6]) - 駐中国公使 / 修猷館を経て入学
- 小山忠雄 - 北海道札幌師範学校校長
- 本多辰次郎 - 山形県立山形中学校校長、宮内省臨時帝室編修局御用掛
- 真島利行 - 有機化学者、大阪帝国大学総長
- 青柳有美 - ジャーナリスト、文筆家、牧師 / 島崎藤村と同時期に明治女学院で教鞭
- 佐原篤介 - ジャーナリスト
- 小原直 - 検察官、岡田内閣司法大臣、第5次吉田内閣法務大臣
- 秋山源兵衛 - 貴族院議員
- 忽滑谷快天 - 僧侶、駒澤大学初代学長
- 石坂正信 - 青山学院第5代院長
- 牛山鶴堂 - 作家、新聞記者
- 高田早苗 - 元文部大臣、元早稲田大学総長・初代学長 / 官立東京英語学校に在籍
- 平岡定太郎 - 元福島県知事、元樺太庁長官 / 作家三島由紀夫の祖父、二松學舍などを経て入学
- 江藤哲蔵 - 衆議院議員、立憲政友会幹事長、逓信省勅任参事官
- 山本条太郎 (1881[6]) - 三井物産役員、立憲政友会幹事長[注釈 2]、満鉄第10代総裁 / 黒田清輝と同期、病気のため中退[注釈 3]
- 望月圭介 (1883[6]) - 元内相、元逓信相、立憲政友会幹事長[注釈 4] / 攻玉社を経て入学、まもなく明治英学校へ
- 岡田啓介 - 元首相、元海相、元拓務相、海軍大将 / 福井中学を経て入学、まもなく陸軍有斐学校へ
- 菊池謙二郎 - 第二高等学校校長、衆議院議員 / 在学4か月のなかで正岡子規と親しくする
- 佐々木多門 - 経済学者、高橋是清・床次竹二郎のブレーン（私設顧問）、日本興業銀行相談役、『タイムズ』通信員 / 一旦帰郷後、東洋英和学校（麻布高校）へ転出
- 土屋元作 - ジャーナリスト / 下期より攻玉社へ転出
- 長谷川如是閑 - 評論家、元貴族院議員、文化勲章 / まもなく東京英語学校（日本中学）などへ
- 血脇守之助 - 歯科医師 / 進文学舎などを経て入学、まもなく明治学院などへ
- 黒田清輝 - 洋画家 / 二松學舍を経て1881年入学、同年まもなく築地英学校へ
- 田中銀之助 - 実業家、ラグビー伝道者 / まもなく旧制学習院中等科へ
- 古島一雄 - ジャーナリスト、衆議院議員、貴族院議員 / まもなく同人社、故郷豊岡の宝林義塾へ
- 島崎藤村 - 小説家 / 三田英学校を経て、まもなく明治学院へ
- 小栗孝三郎 - 海軍大将
- 東郷慎十郎 - 篤志家 / まもなく東京府第一中学へ
- 大石誠之助 - 社会主義者、キリスト者、医師、大逆事件（幸徳事件）で処刑、新宮市名誉市民 / 1891年6月渡米し、ワシントン州ワラワラ市のセントポーロ中学校入学

## 教員
- 高橋是清 - 元首相、元蔵相、共立学校初代校長 / 正岡子規に英語指導・「万国史」指導、子規に「だるまさん」と渾名される / 南方熊楠に英語指導
- 大岡育造 - 元文相、共立学校校長
- 橋健三 - 漢文教諭、東京開成中学校校長 / 三島由紀夫の祖父、共立学校創設者の佐野鼎と親交があった橋健堂の子 / 教え子は村山知義、滝沢修、中村伸郎、蘆原英了など
- 田邊新之助 - 漢文教諭、東京開成中学校校長、第二開成中学校創設・初代校長、鎌倉女学校創設・初代校長 / 教え子は斎藤茂吉、陸奥廣吉など
- 酒詰仲男（開成中退、京都一中編入） - 東京開成中学校英語科教諭 / 社会主義運動により特高に逮捕・拷問、開成教員免職
- 東季彦 (開成卒業生) - 東京開成中学校校長、法学者、歌人
- 片山正夫  - 東京開成中学校9代目校長[8]
- 竹林松二 - 東京開成中学校講師 / 教え子は大野晋など
- 曾禰武 (開成卒業生) - 開成中学・高校校長 / 立教大学教授・理学部の礎を築く / 母は高橋是清の義妹
- 柳沢幸雄 (1967) - 開成中学・高校校長、化学者（シックハウス症候群・化学物質過敏症研究）、東京大学名誉教授、北鎌倉女子学園学園長
- 神田邦彦 (1981) - 作家（筆名: 榊邦彦）、国語科教諭
- 佐藤郁良 (1987) - 俳人、国語科教諭
- 安藤幸輔 - 作家（筆名: 葉山修平）、国語科教諭
- 中原道喜 - 英語科教諭
- 原仙作 - 英語科教諭
- 吉村睦人 - 歌人、元教頭
- 上迫忠夫 - 体育科教諭、1952年ヘルシンキオリンピックメダリスト（体操）
- 嶋崎昌 - 開成高校教諭
- 林英夫 - 開成高校で検定教科書ではない手作りの「開成日本史」
- 和田重雄 - 生物講師
- 松野陽一郎 - 数学教諭
- 上野亜揮 - 情報講師、パフォーマー（芸名: Stick Artist KIA）

## 理事長・学園長
- 黒田英雄  - 開成学園理事長、元大蔵次官、元貴族院議員
- 武藤敏郎  - 開成学園理事長、日銀副総裁、元大蔵事務次官、初代財務事務次官、2020年東京オリンピック・パラリンピック競技大会組織委員会事務総長・理事
- 丹呉泰健  - 開成学園理事長・学園長、元財務事務次官、元主計局長、元大臣官房長、元理財局長